# Мюнихрайт-Лаймбах
Мюнихрайт-Лаймбах (нем. Münichreith-Laimbach) — коммуна (нем. Gemeinde) в Австрии, в федеральной земле Нижняя Австрия. 
Входит в состав округа Мельк.  Население составляет 1729 человек (на 31 декабря 2005 года). Занимает площадь 38,82 км². Официальный код  —  31525.

## Политическая ситуация
Бургомистр коммуны — Йозеф Мюльбергер по результатам выборов 2005 года.
Совет представителей коммуны (нем. Gemeinderat) состоит из 19 мест.
- Партия HLL занимает 9 мест.
- АНП занимает 5 мест.
- Партия BML занимает 3 места.
- СДПА занимает 2 места.